# Joaquín Lorenzo Luaces
Pour les articles homonymes, voir Luaces.
Joaquín Lorenzo Luaces, né le 21 juillet 1826 à La Havane et mort le 7 novembre 1867 dans la même ville, est un poète et dramaturge cubain qui collabora à de nombreux périodiques.